# Charles Bolzinger
Charles Bolzinger (Sète, 14 de diciembre del 2000) es un jugador de balonmano francés que juega de portero en el Montpellier Handball. Es internacional con la selección de balonmano de Francia.
Su primer gran campeonato con la selección fue el Campeonato Mundial de Balonmano Masculino de 2023, en donde su selección obtuvo la medalla de plata.

## Palmarés

### Selección nacional
| Campeonato Mundial | Campeonato Mundial           | Campeonato Mundial | Campeonato Mundial |
| Año                | Lugar                        | Medalla            |                    |
| ------------------ | ---------------------------- | ------------------ | ------------------ |
| 2023               | Polonia y Suecia             | Medalla de plata   |                    |
| 2025               | Croacia, Dinamarca y Noruega | Medalla de bronce  |                    |
| Campeonato Europeo |                              |                    |                    |
| Año                | Lugar                        | Medalla            |                    |
| 2024               | Alemania                     | Medalla de oro     |                    |

### Consideraciones individuales
- Mejor portero de la Liga de Francia de balonmano (1): 2023[4]

## Clubes
| Club                 | País    | Año       |
| -------------------- | ------- | --------- |
| Montpellier Handball | Francia | 2021-Act. |